# Данилково (Волоколамський район)
Данилково  (рос. Данилково) - присілок у Волоколамському районі Московської області Російської Федерації.
Орган місцевого самоврядування - міське поселення Сичово. Населення становить 0 осіб (2013).

## Історія
З 14 січня 1929 року входить до складу новоутвореної Московської області. Раніше належало до Волоколамського повіту Московської губернії.
Сучасне адміністративне підпорядкування сільському поселенню з 2006 року.

## Населення
| 1852 | 1859 | 1926 | 2002 | 2006 | 2010 |
| ---- | ---- | ---- | ---- | ---- | ---- |
| 41   | ↗43  | ↗101 | ↘0   | ↗2   | ↘0   |